# Rondibilis taiwana
Rondibilis taiwana là một loài bọ cánh cứng trong họ Cerambycidae.